# حكومة سعيد المفتي الأولى
حكومة سعيد المفتي الأولى هي الحكومة الثانية  والعشرون من حكومات المملكة الأردنية الهاشمية. شكّل سعيد المفتي الحكومة في 12 أبريل  1950 م، بتكليف من ملك الأردن عبد الله الأول بن الحسين. وقد حلّت الحكومة في 11 أكتوبر 1950.